# Gare de Manduel - Redessan
Ne doit pas être confondu avec Gare de Nîmes-Pont-du-Gard.
La gare de Manduel - Redessan est une ancienne gare ferroviaire française de la ligne de Tarascon à Sète-Ville, située sur le territoire de la commune de Manduel, à proximité de Redessan, dans le département du Gard, en région Occitanie.
Elle se dénomme uniquement « Manduel », lorsqu'elle est officiellement mise en service en 1840 par la Compagnie des mines de la Grand'Combe et des chemins de fer du Gard, avant de devenir en 1852 une gare de la Compagnie du chemin de fer de Lyon à la Méditerranée (PLM) qui la dénomme plus tard « Manduel - Redessan ». C'est également le PLM qui la dédouble en deux stations, distantes d'environ un kilomètre, l'une pour les voyageurs et l'autre pour les marchandises. Cette dernière est fermée par la Société nationale des chemins de fer français (SNCF). Les anciens édifices du PLM (bâtiment voyageurs et abri de quai) sont toujours présents, mais seul l'abri est utilisé par les voyageurs jusqu'à la fermeture de la halte en décembre 2019.

## Situation ferroviaire
Établie à 55 mètres d'altitude, la gare de Manduel - Redessan est située au point kilométrique (PK) 16,814 de la ligne de Tarascon à Sète-Ville, entre les gares ouvertes aux voyageurs de Nîmes-Pont-du-Gard et de Nîmes (s'intercale, vers cette dernière, celle fermée de Grezan).

## Histoire

### Origine
Après le passage d'un premier train circulant entre Nîmes et Beaucaire le 15 juillet 1839, pour l'inauguration de la foire de Beaucaire, la station de Manduel est officiellement mise en service par la Compagnie des mines de la Grand'Combe et des chemins de fer du Gard lorsqu'elle ouvre à l'exploitation la ligne d'Alais à Beaucaire via Nîmes, le 19 août 1840,.

### Gares PLM
En 1854, le Guide classique du voyageur en France présente la ligne d'Avignon à Nîmes. Manduel est la 6e station, entre Bellegarde et Beaulieu ; le village compte 1 460 habitants. En 1867, la station est présentée dans son guide par Adolphe Joanne. Elle est la troisième station de la section de Tarascon à Cette (ancienne dénomination de la ville de Sète), après celle de Bellegarde et avant celle de Marguerittes. À un kilomètre à gauche (au sud), se trouve la ville de Manduel qui compte 2 053 habitants et, à sa droite (au nord), il y a Redessan, 1 504 habitants.
En 1866, un bureau télégraphique, ouvert à la correspondance privée, est mis en service à la station de Manduel-Redessan.
En 1896, le projet de dédoubler la gare en deux entités distinctes, une station « GV » (voyageurs) et une gare « PV » (marchandises), est présenté, mais pas encore approuvé. Les travaux du dédoublement sont terminés l'année suivante ; il y a alors deux stations, l'une pour la « grande vitesse » (voyageurs) et l'autre pour la « petite vitesse » (marchandises).
En 1899, M. Bascou est le chef de gare à Manduel-Redessan.
Les stations de « Manduel-Redessan (GV) » et de « Manduel-Redessan (PV) » figurent dans la nomenclature 1911 des gares, stations et haltes de la Compagnie des chemins de fer de Paris à Lyon et à la Méditerranée. L'une est une station ouverte uniquement au service des voyageurs ; elle dispose du « service complet de la grande vitesse, à l'exclusion des voitures, chevaux et bestiaux » (renvoi no 6). L'autre est une gare ouverte uniquement au service des marchandises : « gare ouverte au service complet de la petite vitesse, à l'exclusion des chevaux chargés dans des wagons-écuries ouvrant en bout, et des voitures à 4 roues à 2 fonds et à 2 banquettes dans l'intérieur, omnibus, diligences, etc. » (renvoi no 1). Sur la ligne PLM de Tarascon à Cette, la gare marchandises porte le no 2, et la station voyageurs le no 3 ; elles sont encadrées par les gares de Jonquières-Saint-Vincent et de Grézan.

### Gares SNCF
Dans la deuxième partie du XXe siècle, la SNCF ferme la gare marchandises, qui comportait alors un faisceau de voies et des hangars pour le stockage des marchandises, et transforme, vers la fin de ce siècle, la gare voyageurs en une simple halte à entrée libre.
En 1980, lors d'une rénovation des voies, la halte est également rénovée, avec le remplacement de la signalétique et la mise en place de l'éclairage des quais, qui ont été reconstruits en béton ; en 2013, le revêtement de surface des quais est refait avec de l'enrobé. En 2018, la SNCF estime sa fréquentation annuelle à 5 177 voyageurs.
Lors de la mise en service de la gare de Nîmes-Pont-du-Gard le 15 décembre 2019, la desserte de cette halte est supprimée (dernier arrêt d'un train le 14).

## Patrimoine ferroviaire
L'ancien bâtiment voyageurs et l'abri de quai sont d'origine (du PLM). Ce bâtiment, comportant trois ouvertures par niveau, possède un étage et une toiture à quatre pans. En mars 2014, alors squatté, il subit un incendie.